# والریان سوکولوف
والریان سوکولوف (روسی: Валериан Серге́евич Соколов؛ زادهٔ ۲۳ نوامبر ۱۹۴۷) بوکسور اهل اتحاد جماهیر شوروی سوسیالیستی بود.
وی در مسابقات کشوری و بین‌المللی در مجموع برندهٔ ۱ مدال طلا شده‌است.